# Inspektorat Graniczny nr 18
Inspektorat Graniczny nr 18 – jednostka organizacyjna Straży Granicznej pełniąca służbę ochronną na granicy polsko-czechosłowackiej w latach 1928–1939.

## Formowanie i zmiany organizacyjne
Rozporządzeniem Prezydenta Rzeczypospolitej Polskiej Ignacego Mościckiego z 22 marca 1928 roku, do ochrony północnej, zachodniej i południowej granicy państwa, a w szczególności do ich ochrony celnej, powoływano z dniem 2 kwietnia 1928 roku  Straż Graniczną.
Rozkazem nr 5 z 16 maja 1928 roku w sprawach organizacji Małopolskiego Inspektoratu Okręgowego dowódca Straży Granicznej gen. bryg. Stefan Pasławski zatwierdził dyslokację, granice i strukturę inspektoratu granicznego nr 18 „Nowy Targ”.
Rozkazem nr 2 z 8 września 1938 roku w sprawie terminologii odnośnie władz i jednostek organizacyjnych formacji, dowódca Straży Granicznej płk Jan Gorzechowski nakazał zmienić nazwę Inspektoratu Granicznego „Nowy Targ” na Obwód Straży Granicznej „Nowy Targ”.
Rozkazem nr 3 z 31 grudnia roku w sprawach reorganizacji jednostek na terenach Śląskiego, Zachodniomałopolskiego i Wschodniomałopolskiego okręgów Straży Granicznej, a także utworzenia nowych komisariatów i placówek, komendant Straży Granicznej płk Jan Gorzechowski zniósł posterunek wywiadowczy „Sucha”.

## Służba graniczna
Dowódca Straży Granicznej gen. bryg. Stefan Pasławski swoim rozkazem nr 5 z 16 maja 1928 roku w sprawach organizacji Małopolskiego Inspektoratu Okręgowego określił granice inspektoratu granicznego: od zachodu: placówka Straży Granicznej „Głuchaczki” wyłącznie, od wschodu: placówka Straży Granicznej „Izby” włącznie. Rozkaz dowódcy Straży Granicznej nr 6 z 8 września 1928 podpisany przez mjr. Wacława Spilczyńskiego zmienił granicę inspektoratu: od zachodu bez zmian, od wschodu − placówka Straży Granicznej „Tylicz” do wzgórza 794 Dzielec.
Sąsiednie inspektoraty
- Inspektorat Graniczny „Biała” ⇔ Inspektorat Graniczny „Nowy Zagórz”− 1928

## Kierownicy/komendanci inspektoratu
| stopień   | imię i nazwisko          | okres pełnienia służby   | kolejne stanowisko |
| --------- | ------------------------ | ------------------------ | ------------------ |
| inspektor | Bolesław Czajkowski      | – 26 XI 1930             |                    |
| komisarz  | Włodzimierz Krogulski(?) | 15 VII 1932 – 27 XI 1934 | stan nieczynny     |
| inspektor | Julian Mamczyński        | X 1932 – VIII 1937       | stan nieczynny     |

## Struktura organizacyjna

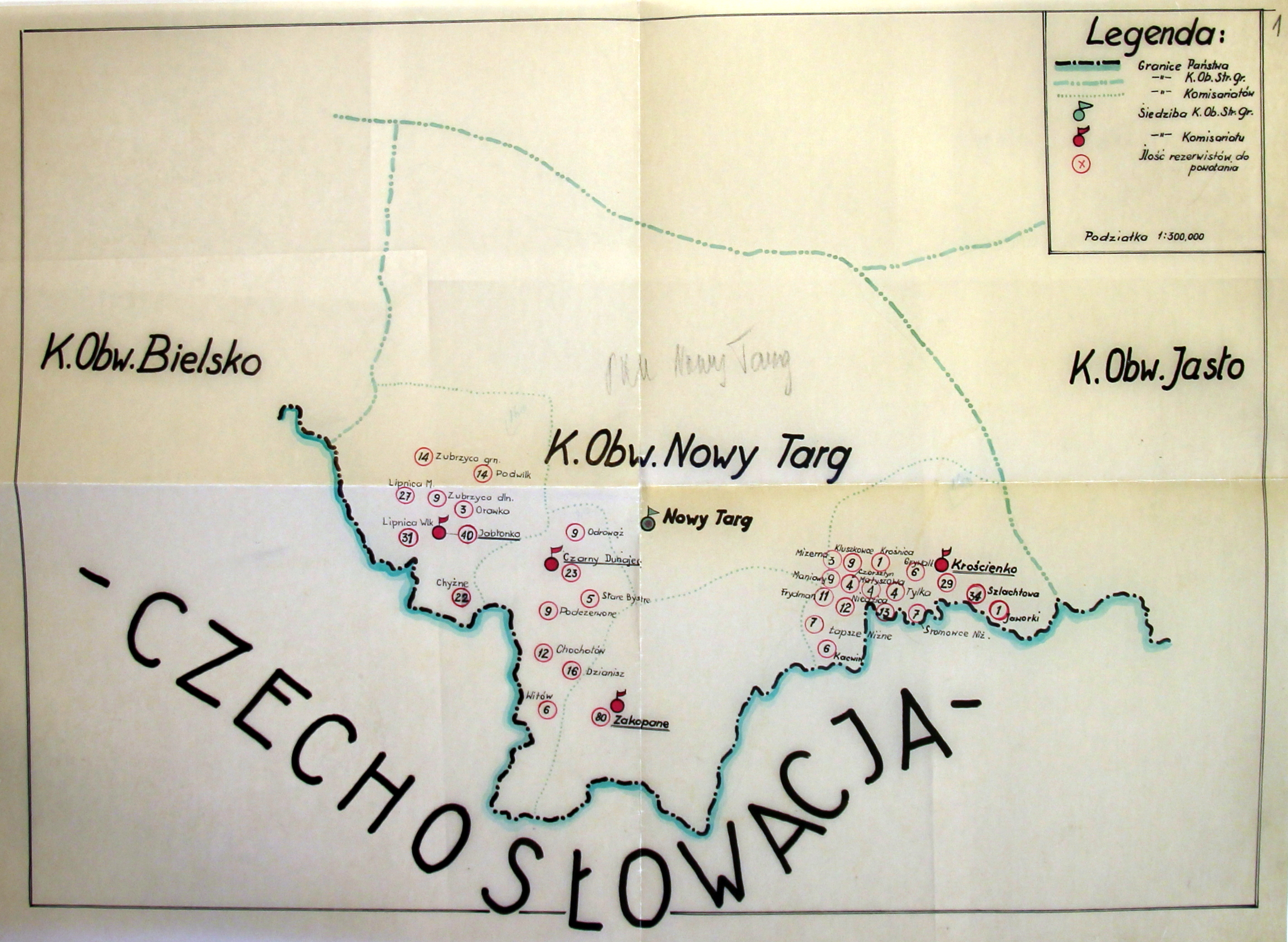
Szkic Obwodu SG „Nowy Targ”

Organizacja inspektoratu w maju 1928:
- komenda − Nowy Targ
- komisariat Straży Granicznej „Czarny Dunajec”
- komisariat Straży Granicznej „Zakopane”
- komisariat Straży Granicznej „Krościenko”
- komisariat Straży Granicznej „Muszyna”

Organizacja inspektoratu w 1931 i w 1935:
- komenda − Nowy Targ
- komisariat Straży Granicznej „Jabłonka”
- komisariat Straży Granicznej „Czarny Dunajec”
- komisariat Straży Granicznej „Zakopane”
- komisariat Straży Granicznej „Krościenko”

Organizacja obwodu w 1938:
- komenda − Nowy Targ
- komisariat Straży Granicznej „Jabłonka”
- komisariat Straży Granicznej „Czarny Dunajec”
- komisariat Straży Granicznej „Zakopane”
- komisariat Straży Granicznej „Łapsze Niżne”
- komisariat Straży Granicznej „Krościenko”